# 本郷町 (名古屋市)
本郷町（ほんごうちょう）は、愛知県名古屋市西区の地名。

## 歴史

### 町名の由来
枇杷島村の本郷であったことに由来する。

### 沿革
- 1934年（昭和9年）8月15日 - 西区枇杷島町の一部により、同区本郷町として成立[3]。
- 1987年（昭和62年）10月12日 - 西区枇杷島四丁目・枇杷島五丁目にそれぞれ編入され消滅[3]。